# Calleville
Cet article possède un paronyme, voir Colleville.
Calleville est une commune française située dans le département de l'Eure, en région Normandie.

## Géographie

### Localisation
Calleville est une commune du Centre-Ouest du département de l'Eure. Elle est située à l'extrémité ouest de la région naturelle de la campagne du Neubourg et jouxte celle du Lieuvin. La campagne du Neubourg se caractérise par un paysage plat et ouvert, dit en openfield, c'est-à-dire composé de grandes étendues de cultures. Ainsi, une grande partie du territoire de la commune de Calleville est occupée par des champs organisés en grandes parcelles et se distingue, de manière générale, par l'absence d'éléments végétaux. Toutefois, cette ouverture du paysage se trouve contrecarrée par la proximité de plusieurs vallées (à l'ouest et au nord) dont les abords boisés offrent un cadre plus végétal. De plus, un peu de végétation couvre les abords de l'autoroute A28 et quelques haies clairsemées subsistent çà et là. À vol d'oiseau, le bourg est à 3 km à l'est de Brionne, à 16 km au nord-est de Bernay, à 34 km au nord-ouest d'Évreux et à 36 km au sud-ouest de Rouen.
| Le Bec-Hellouin | Bosrobert  | Saint-Paul-de-Fourques |
| Brionne         | Calleville | La Haye-de-Calleville  |
| Harcourt        | Harcourt   | Harcourt               |

### Voies de communication
La commune de Calleville est traversée par :
- l'autoroute A28 qui relie notamment  Rouen à Alençon ;
- la route départementale 26 qui la relie, à l'ouest, à Brionne et, à l'est, à Saint-Paul-de-Fourques ;
- La route départementale 137 qui la relie à Harcourt.

### Hydrographie
La commune est située dans le bassin Seine-Normandie. Elle n'est drainée par aucun cours d'eau,.

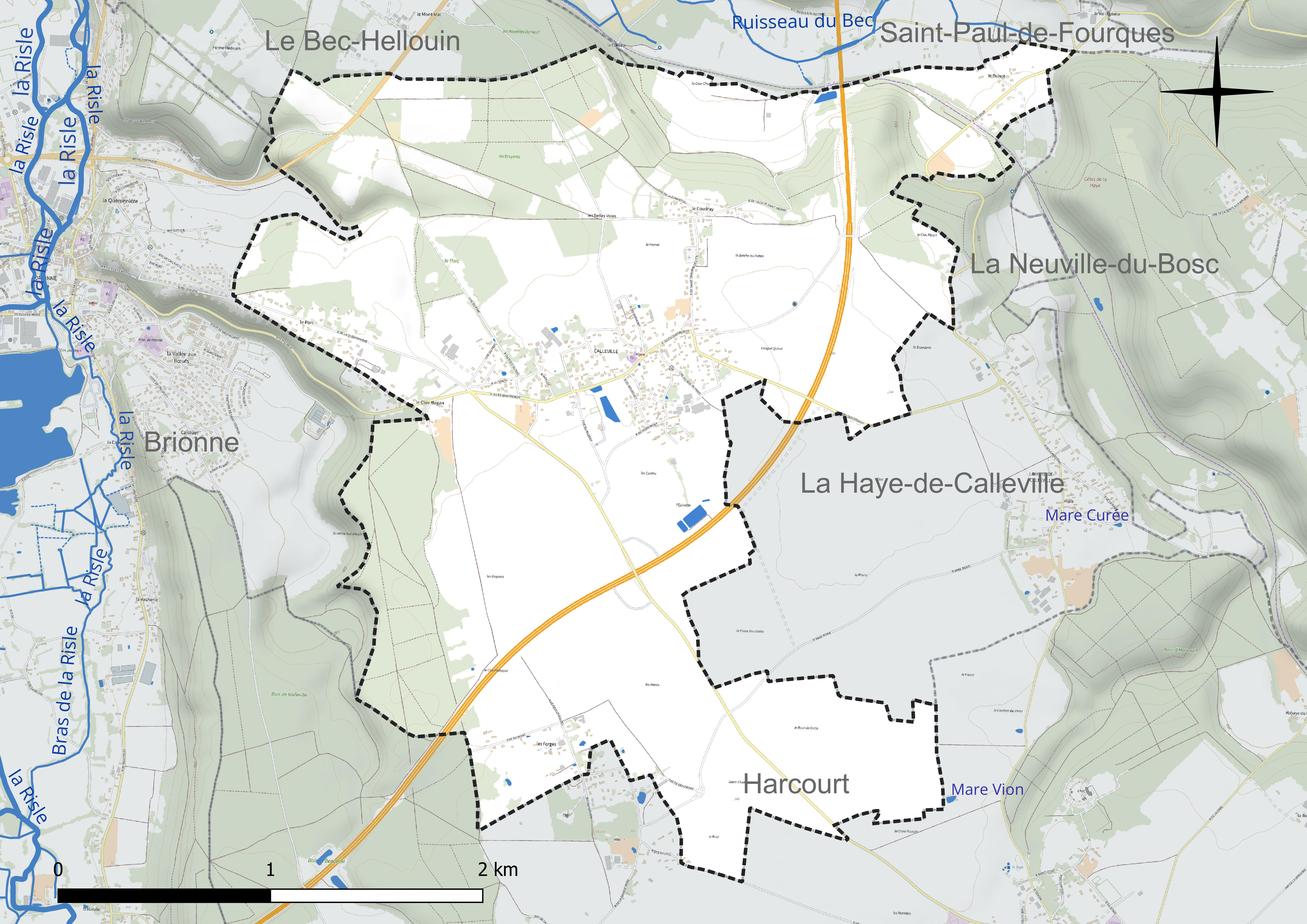
Réseau hydrographique de Calleville.

### Climat
Pour des articles plus généraux, voir Climat de la Normandie et Climat de l'Eure.
En 2010, le climat de la commune est de type climat océanique dégradé des plaines du Centre et du Nord, selon une étude du CNRS s'appuyant sur une série de données couvrant la période 1971-2000. En 2020, Météo-France publie une typologie des climats de la France métropolitaine dans laquelle la commune est exposée à un climat océanique et est dans la région climatique  Côtes de la Manche orientale, caractérisée par un faible ensoleillement (1 550 h/an) ; forte humidité de l’air (plus de 20 h/jour avec humidité relative > 80 % en hiver), vents forts fréquents. Parallèlement le GIEC normand, un groupe régional d’experts sur le climat, différencie quant à lui, dans une étude de 2020, trois grands types de climats pour la région Normandie, nuancés à une échelle plus fine par les facteurs géographiques locaux. La commune est, selon ce zonage, exposée à un « climat contrasté des collines », correspondant au Pays d’Auge, Lieuvin et Roumois, moins directement soumis aux flux océaniques et connaissant toutefois des précipitations assez marquées en raison des reliefs collinaires qui favorisent leur formation.
Pour la période 1971-2000, la température annuelle moyenne est de 10,5 °C, avec  une amplitude thermique annuelle de 14 °C. Le cumul annuel moyen de précipitations est de 750 mm, avec 12,1 jours de précipitations en janvier et 8,7 jours en juillet. Pour la période 1991-2020, la température moyenne annuelle observée sur la station météorologique la plus proche, située sur la commune de Brionne à 3 km à vol d'oiseau, est de 11,5 °C et le cumul annuel moyen de précipitations est de 791,7 mm,. Pour l'avenir, les paramètres climatiques de la commune estimés pour 2050 selon différents scénarios d’émission de gaz à effet de serre sont consultables sur un site dédié publié par Météo-France en novembre 2022.

## Urbanisme

### Typologie
Au 1er janvier 2024, Calleville est catégorisée commune rurale à habitat dispersé, selon la nouvelle grille communale de densité à 7 niveaux définie par l'Insee en 2022.
Elle appartient à l'unité urbaine de Brionne, une agglomération intra-départementale dont elle est une commune de la banlieue,. La commune est en outre hors attraction des villes,.

### Occupation des sols
L'occupation des sols de la commune, telle qu'elle ressort de la base de données européenne d’occupation biophysique des sols Corine Land Cover (CLC), est marquée par l'importance des territoires agricoles (66,3 % en 2018), en diminution par rapport à 1990 (67,8 %). La répartition détaillée en 2018 est la suivante : 
terres arables (50,8 %), forêts (24,1 %), zones urbanisées (9,6 %), zones agricoles hétérogènes (9 %), prairies (6,6 %). L'évolution de l’occupation des sols de la commune et de ses infrastructures peut être observée sur les différentes représentations cartographiques du territoire : la carte de Cassini (XVIIIe siècle), la carte d'état-major (1820-1866) et les cartes ou photos aériennes de l'IGN pour la période actuelle (1950 à aujourd'hui).

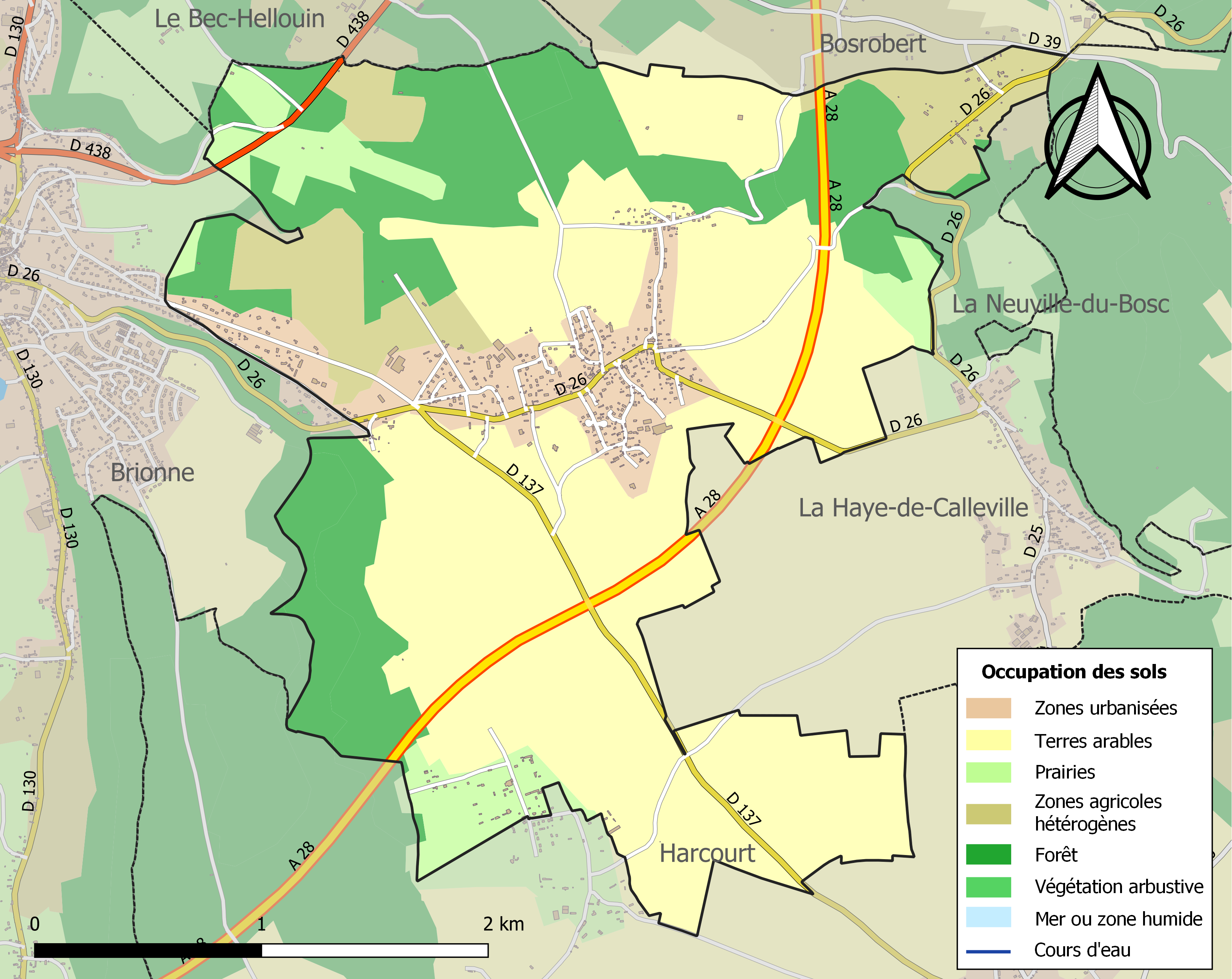
Carte des infrastructures et de l'occupation des sols de la commune en 2018 (CLC).

## Toponymie
Le nom de la localité est attesté sous les formes Carlevilla en 1216, Sanctus Anianus de Karlevilla en 1221 (second cart. du chap. d’Évreux), Callevilla en 1266 (reg. visit.), Kalevilla en 1293 (cartulaire de Préaux), Cailleville (La Roque), Alleville en 1523 (rech. de la noblesse), Calville en 1700 (dép. de l'élection de Conches) et Calleville-les-Bois (actes nombreux).
La « ville de karli » (domaine rural médiéval), nom d'homme scandinave, Karli, qu'on retrouve dans Calleville-les-Deux-Églises et Cailleville, communes de Seine-Maritime.

## Histoire
Aux alentours des XIe et XIIe siècles, les terres de la commune de Calleville étaient partagées entre la famille d'Harcourt et la baronnie du Neubourg.
La première mention connue d'un seigneur de Calleville revient à Robert Ier d'Harcourt, dit le Fort. Ami dévoué de Robert Courteheuse, Robert Ier accompagna Guillaume le Conquérant lors de la conquête de l'Angleterre aux côtés de son frère Errand d'Harcourt et de son père Anquetil d'Harcourt. Robert Ier est le fondateur du château d'Harcourt.
À sa mort, son fils Guillaume d'Harcourt lui succéda. À l'inverse de son père, Guillaume était un partisan de Henri Beauclerc, le frère rival de Robert Courteheuse. Il combattit à ses côtés en 1124 contre les partisans de Guillaume Cliton, fils du duc Robert II de Normandie.
Après Guillaume, la possession du territoire de Calleville revint successivement à Robert II d'Harcourt, dit le vaillant (le premier à porter les armes de la Maison d'Harcourt et le fondateur de la chapelle Saint-Thomas de Cantorbéry à Harcourt), à Richard d'Harcourt, puis à André d'Harcourt.
La terre de Calleville passe ensuite aux mains de Jean Ier d'Harcourt. Celui-ci fit construire sur le territoire de la commune un riche et somptueux manoir, entouré d'un parc arboré. La famille d'Harcourt préféra le confort de cette résidence au séjour plutôt rigoureux de la forteresse d'Harcourt. Fait notable : Jean Ier reçut, en 1266, dans le manoir de Calleville, l'archevêque de Rouen, Eudes Rigaud, accompagné de Guy de Mello, évêque d'Auxerre. Jean d'Harcourt décéda au mois de novembre 1288 et fut enterré dans le prieuré Notre-Dame-du-Parc d'Harcourt qu'il avait fondé pour les augustins en 1257.
Philippe d'Harcourt devait lui succéder, mais il mourut prématurément, laissant la place à Jean II d'Harcourt, son frère cadet. Celui-ci devint maréchal de France en 1283 et lieutenant-général de l’armée navale en 1295. Le 11 juillet 1293, dans le manoir de Calleville, il rédigea une charte en faveur de l'abbaye de Préaux. Il décéda le 21 décembre 1302 et fut inhumé, comme son père, au prieuré de Notre-Dame-du-Parc d'Harcourt.
Suivent ensuite Jean III d'Harcourt (décédé en 1329), Jean IV d'Harcourt (premier comte d'Harcourt, il fut tué le 26 août 1346 à Crécy), Jean V d'Harcourt (qui mourut la tête tranchée, à Rouen, le 5 avril 1355), Jean VI d'Harcourt (qui décède en 1388), puis enfin Jean VII d'Harcourt.
Le fils aîné de Jean VII, Jean VIII d'Harcourt, lieutenant et capitaine-général de Normandie, fut tué à la bataille de Verneuil en 1424. Le territoire de la commune de Calleville revint donc à sa sœur, Marie d'Harcourt. Celle-ci se maria avec Antoine de Lorraine, comte de Vaudémont, faisant, ainsi, passer Calleville dans la maison Lorraine-Vaudémont. Se succèdent, ensuite, René de Lorraine, Claude de Lorraine, etc. Dans un titre du XVIIIe siècle, il est précisé que le parc de Calleville est la possession d'un très haut et grand seigneur, monseigneur le comte de Brionne. Il s'agit, en fait, de Louis de Lorraine, vicomte de Marsan.
À la Révolution, le manoir de Calleville et les bâtiments annexes furent détruits. Quant aux bois et au parc, ils furent vendus comme biens nationaux.

## Politique et administration
| Période                                  | Période  | Identité         | Étiquette | Qualité       |
| ---------------------------------------- | -------- | ---------------- | --------- | ------------- |
|                                          |          | Louis Voranger   |           |               |
|                                          |          | Jules Quatrenoix |           |               |
| 1969                                     | 1990     | Roger Jouen      |           |               |
| mars 2001                                | en cours | Frédéric Scribot | DVD       | Fonctionnaire |
| Les données manquantes sont à compléter. |          |                  |           |               |

Association de préservation du patrimoine
Une association appelée "Les Amis du Patrimoine Callevillais" a pour objet, notamment, de sauvegarder et valoriser le patrimoine callevillais, récolter des fonds pour financer des opérations de restauration, de conservation, d'entretien, de valorisation du patrimoine communal en particulier celui de l'église et de son environnement paysager, etc.
Depuis sa création, l'association a procédé à la restauration de l'aigle-lutrin (pupitre placé dans le chœur sur lequel est posé l'Évangile) et à celle de la Pietà (tableau représentant la Déploration du Christ). Elle a remis en état les murs extérieurs de l’église Sainte-Clotilde. Enfin, elle est également à l'origine de la reconstruction du lavoir sur la mare communale.

## Démographie
L'évolution du nombre d'habitants est connue à travers les recensements de la population effectués dans la commune depuis 1793. Pour les communes de moins de 10 000 habitants, une enquête de recensement portant sur toute la population est réalisée tous les cinq ans, les populations de référence des années intermédiaires étant quant à elles estimées par interpolation ou extrapolation. Pour la commune, le premier recensement exhaustif entrant dans le cadre du nouveau dispositif a été réalisé en 2004.

En 2022, la commune comptait 661 habitants, en évolution de −1,78 % par rapport à 2016 (Eure : −0,25 %, France hors Mayotte : +2,11 %).
| 1793 | 1800 | 1806 | 1821 | 1831 | 1836 | 1841 | 1846 | 1851 |
| ---- | ---- | ---- | ---- | ---- | ---- | ---- | ---- | ---- |
| 584  | 553  | 591  | 588  | 645  | 650  | 623  | 640  | 628  |

| 1856 | 1861 | 1866 | 1872 | 1876 | 1881 | 1886 | 1891 | 1896 |
| ---- | ---- | ---- | ---- | ---- | ---- | ---- | ---- | ---- |
| 580  | 549  | 598  | 588  | 565  | 514  | 452  | 414  | 397  |

| 1901 | 1906 | 1911 | 1921 | 1926 | 1931 | 1936 | 1946 | 1954 |
| ---- | ---- | ---- | ---- | ---- | ---- | ---- | ---- | ---- |
| 380  | 306  | 275  | 270  | 307  | 316  | 274  | 325  | 298  |

| 1962 | 1968 | 1975 | 1982 | 1990 | 1999 | 2004 | 2006 | 2009 |
| ---- | ---- | ---- | ---- | ---- | ---- | ---- | ---- | ---- |
| 311  | 345  | 427  | 493  | 551  | 543  | 552  | 556  | 648  |

| 2014 | 2019 | 2022 | - | - | - | - | - | - |
| ---- | ---- | ---- | - | - | - | - | - | - |
| 663  | 660  | 661  | - | - | - | - | - | - |

## Culture locale et patrimoine

### Lieux et monuments
- Le manoir de Calleville

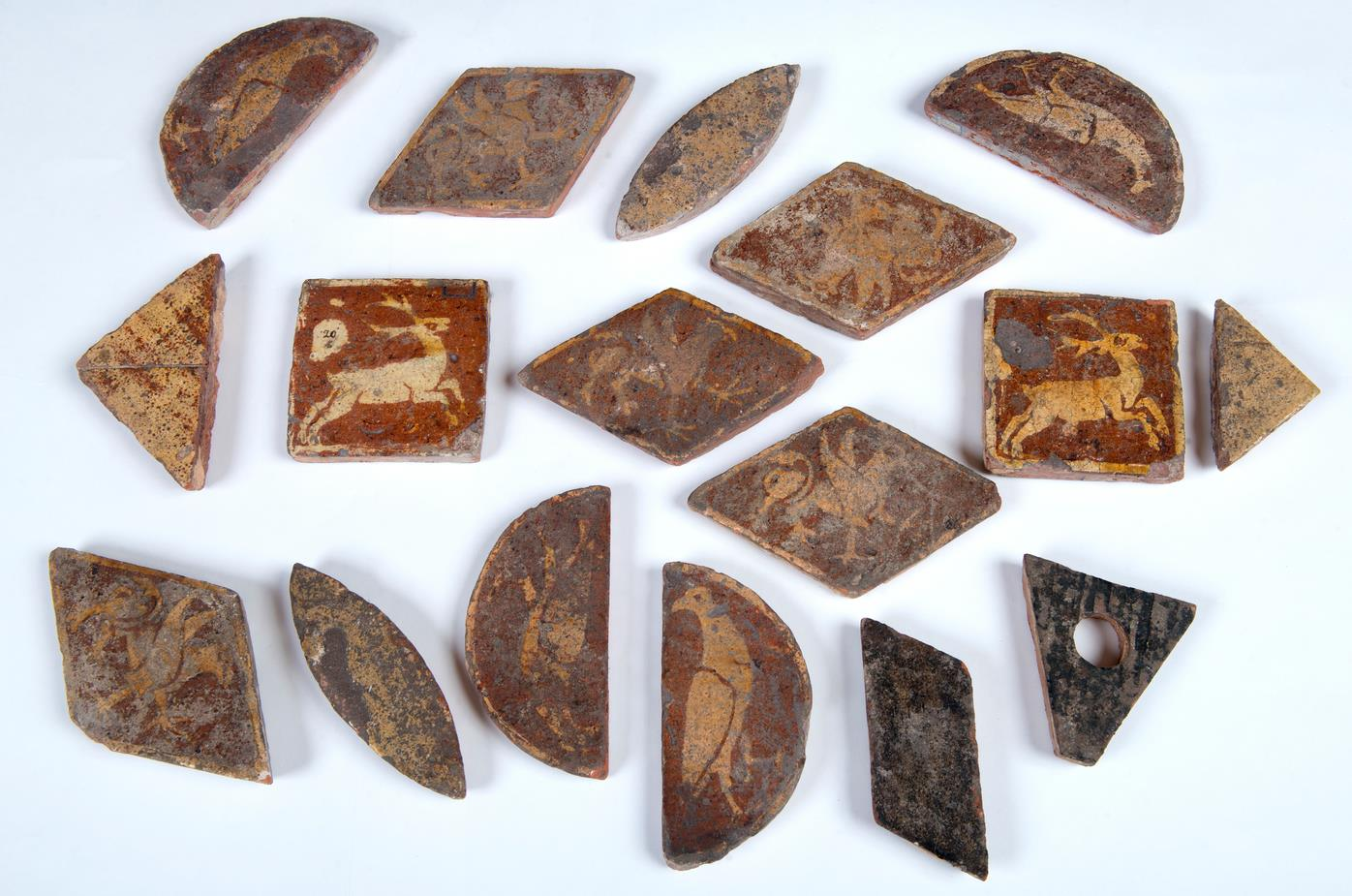
Carreaux de pavement du manoir de Calleville

Ce manoir fut édifié au XIIIe siècle par Jean Ier d’Harcourt. Riche et somptueux, il fut préféré par la famille d'Harcourt au château d'Harcourt. Le manoir fut détruit à la révolution. En 1817, dans les ruines du manoir, l'archéologue, député et curé monsieur Revert découvrit des pavés faïencés et émaillés. Ces pavés, le plus souvent de couleur rouge-brun, bleu, rouge et jaune, arborent des formes et des dessins très variés créant ainsi une mosaïque.

Monsieur Revert publia auprès de la Société des Antiquaires de Normandie, une étude sur ces pavés : « Quelques-uns des pavés portaient les armes de plusieurs anciennes familles normandes, tandis que celles des Harcourt étaient répétées sur presque toutes les pièces du parquet ».
- L'église Sainte-Clotilde

L'église fut fondée par les seigneurs d'Harcourt au XIe siècle (le blason placé sur le haut de son fronton Ouest le prouve). Elle est construite en blocage de silex avec des contreforts en pierre.
À l'origine, le vrai patron de cet édifice était saint Aignan ou saint Agnan (évêque d'Orléans). Au XVIIe siècle, un curé, probablement influencé par la recrudescence du culte de sainte Clotilde en Normandie à la suite du retour de ses ossements aux Andelys, décida de prendre celle-ci comme protectrice.
Ce monument renferme quelques richesses telles qu'un autel retable d'époque Louis XIV, des bannières de charité, des vitraux du XIXe siècle réalisés par l'atelier de verriers d'Évreux Duhamel-Marette, un aigle-lutrain du XVIIe siècle.

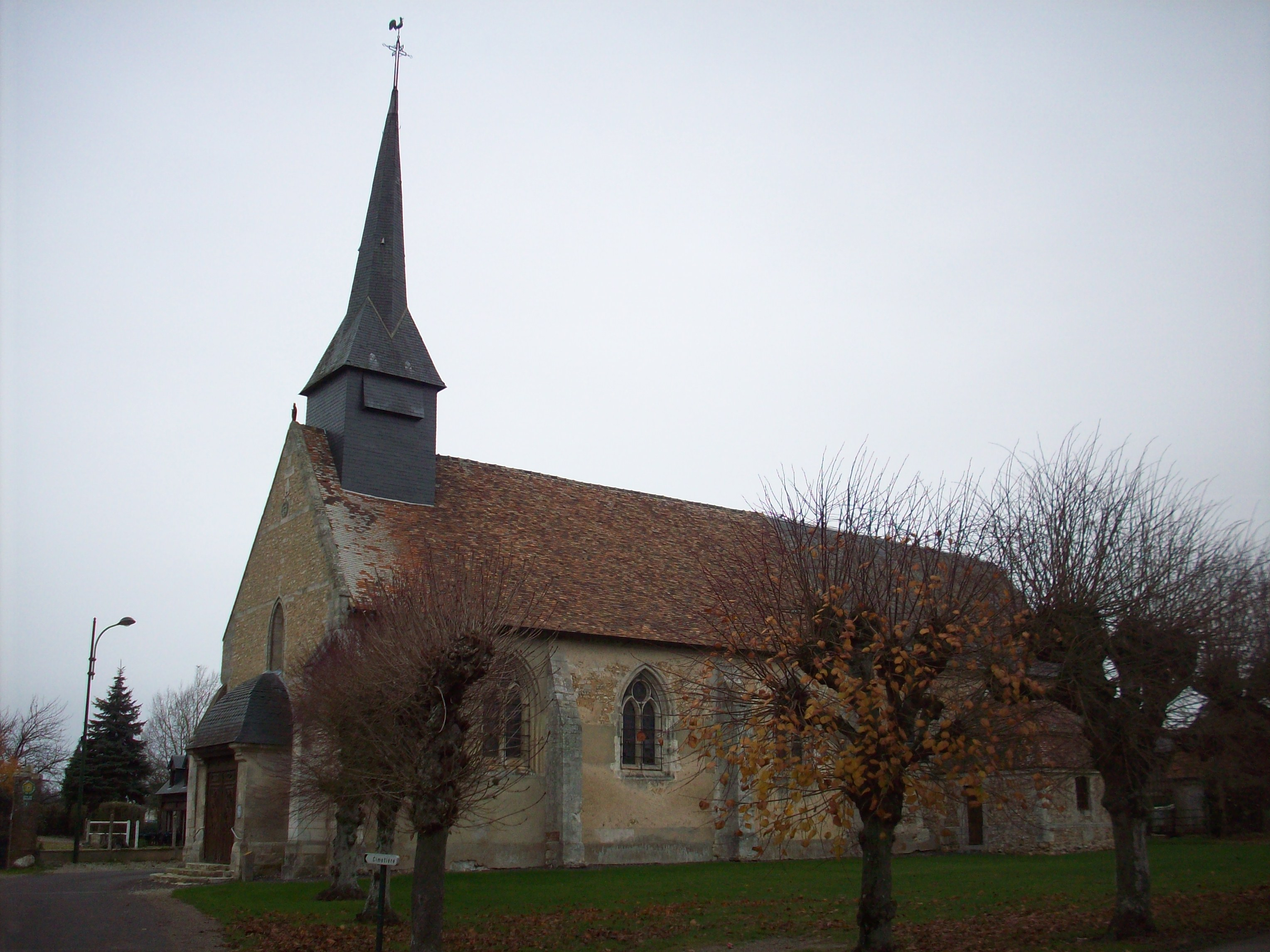
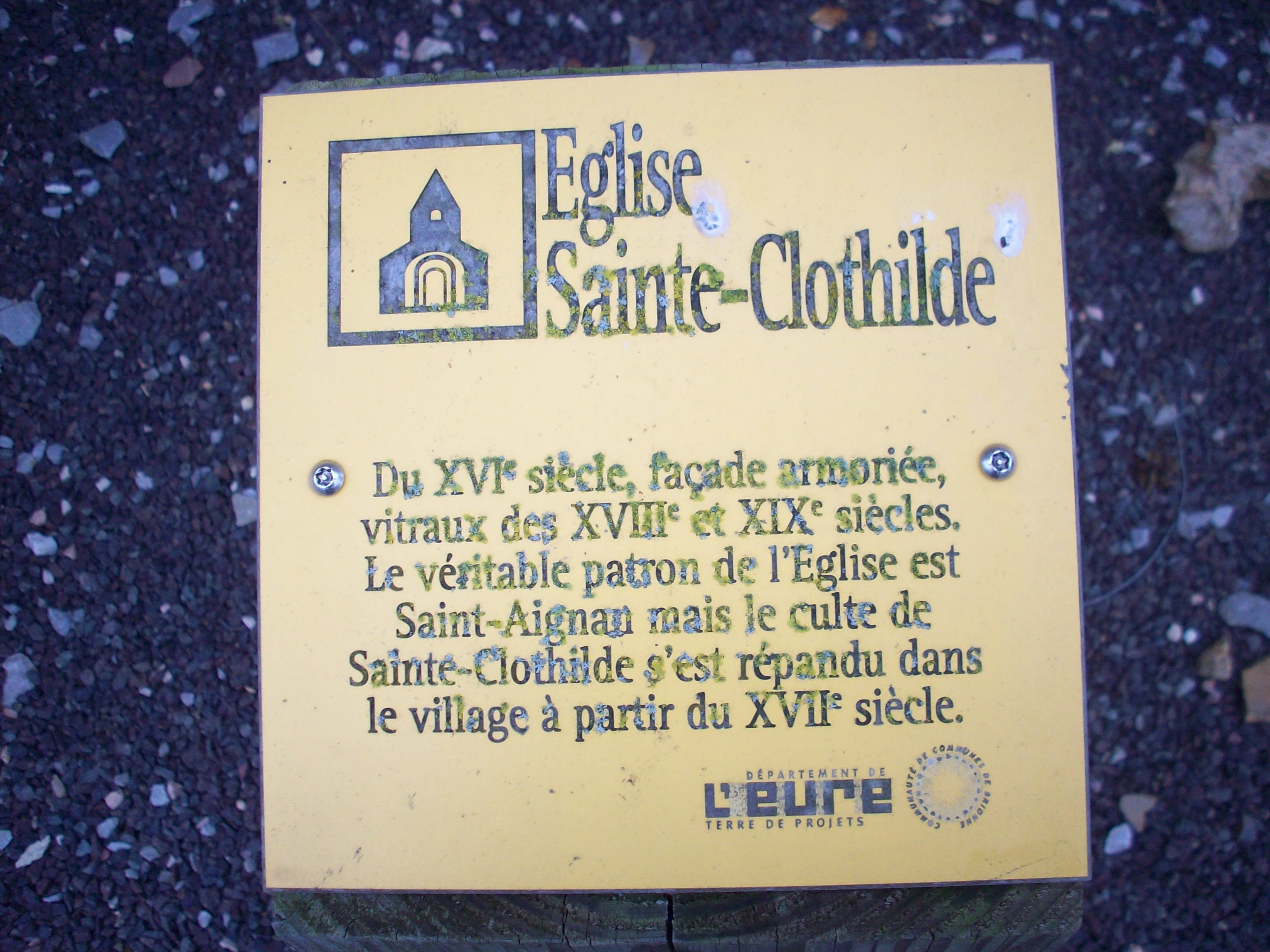
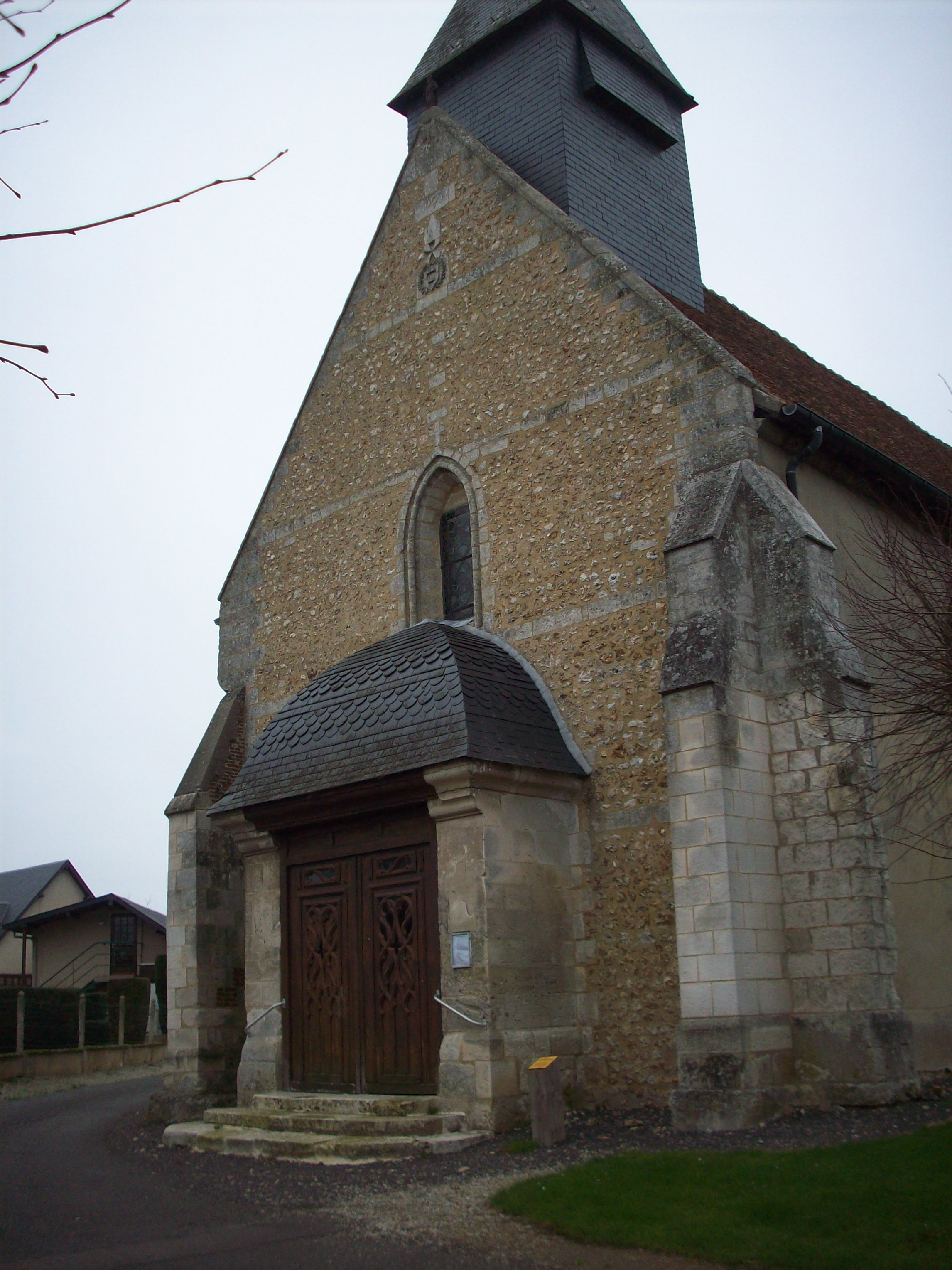
Entrée de l'église avec la statue de St Aignan
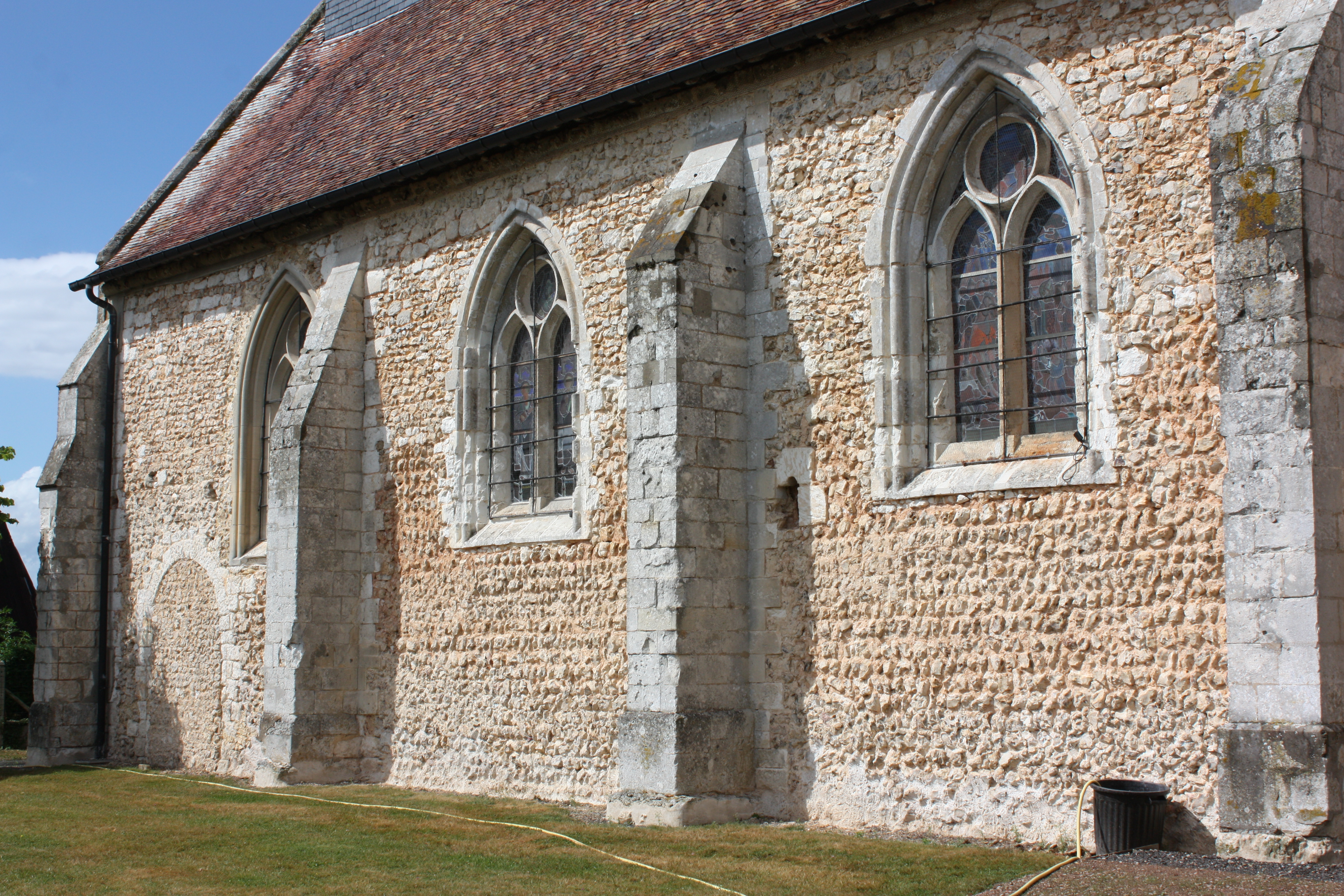
Vue de l'une des façades de l'église après sa restauration

- La mairie
- L'ancienne gare

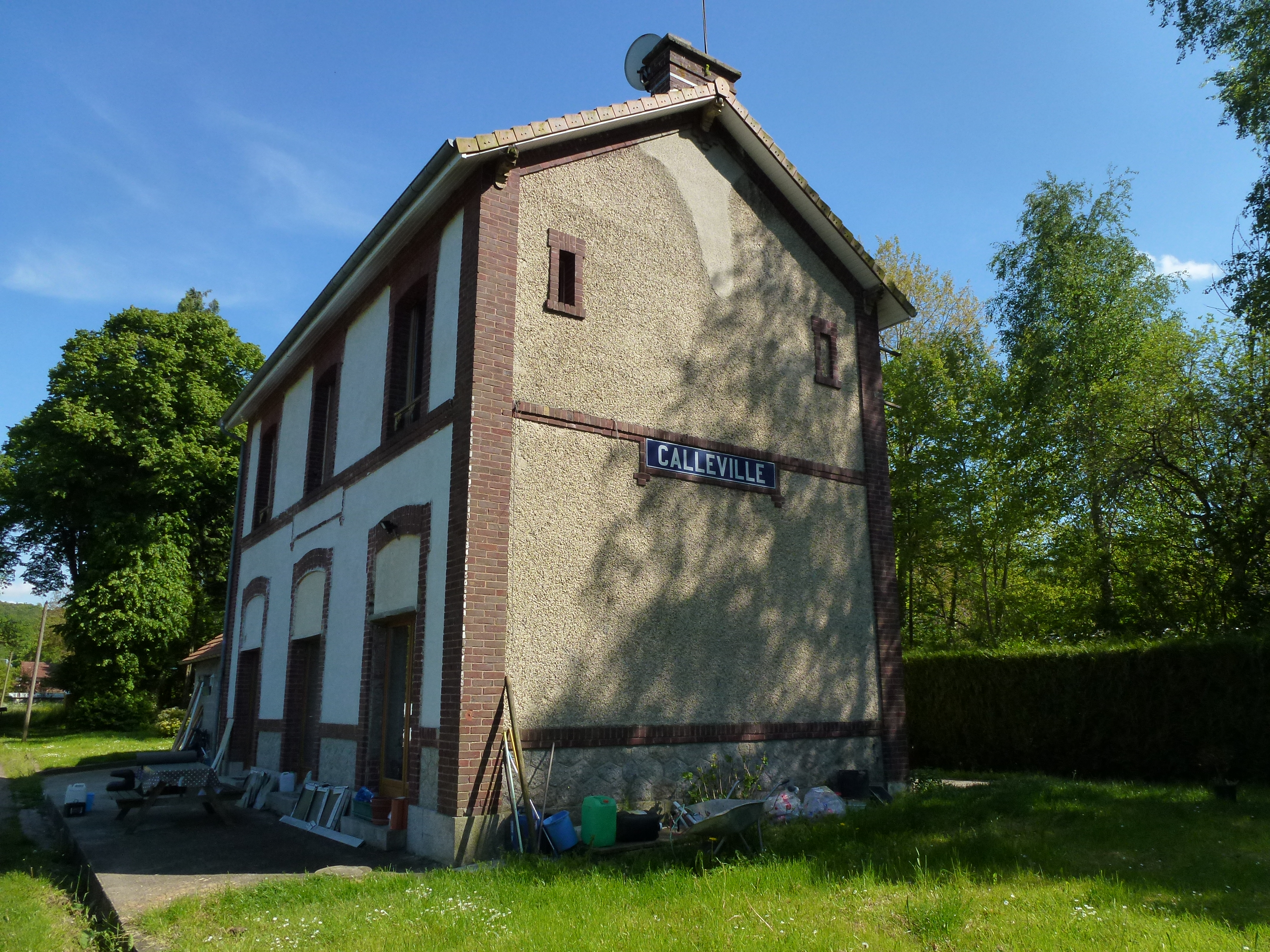
L'ancienne gare.

En 1889, une voie de chemin de fer reliant Évreux à Honfleur fut créée. Elle a participé à l'essor de l'agriculture locale et à l'émergence du tourisme balnéaire. Calleville, qui se trouvait sur le tracé de cette ligne, possédait sa propre gare. Cette voie ferrée a fermé en 1969 faute de trafic suffisamment important. Laissée à l'abandon pendant de nombreuses décennies, elle fut bitumée en 2007 afin d'en faire une voie verte reliant Le Bec-Hellouin à Évreux. La gare est toujours présente pour témoigner de ce passé.
- Le lavoir

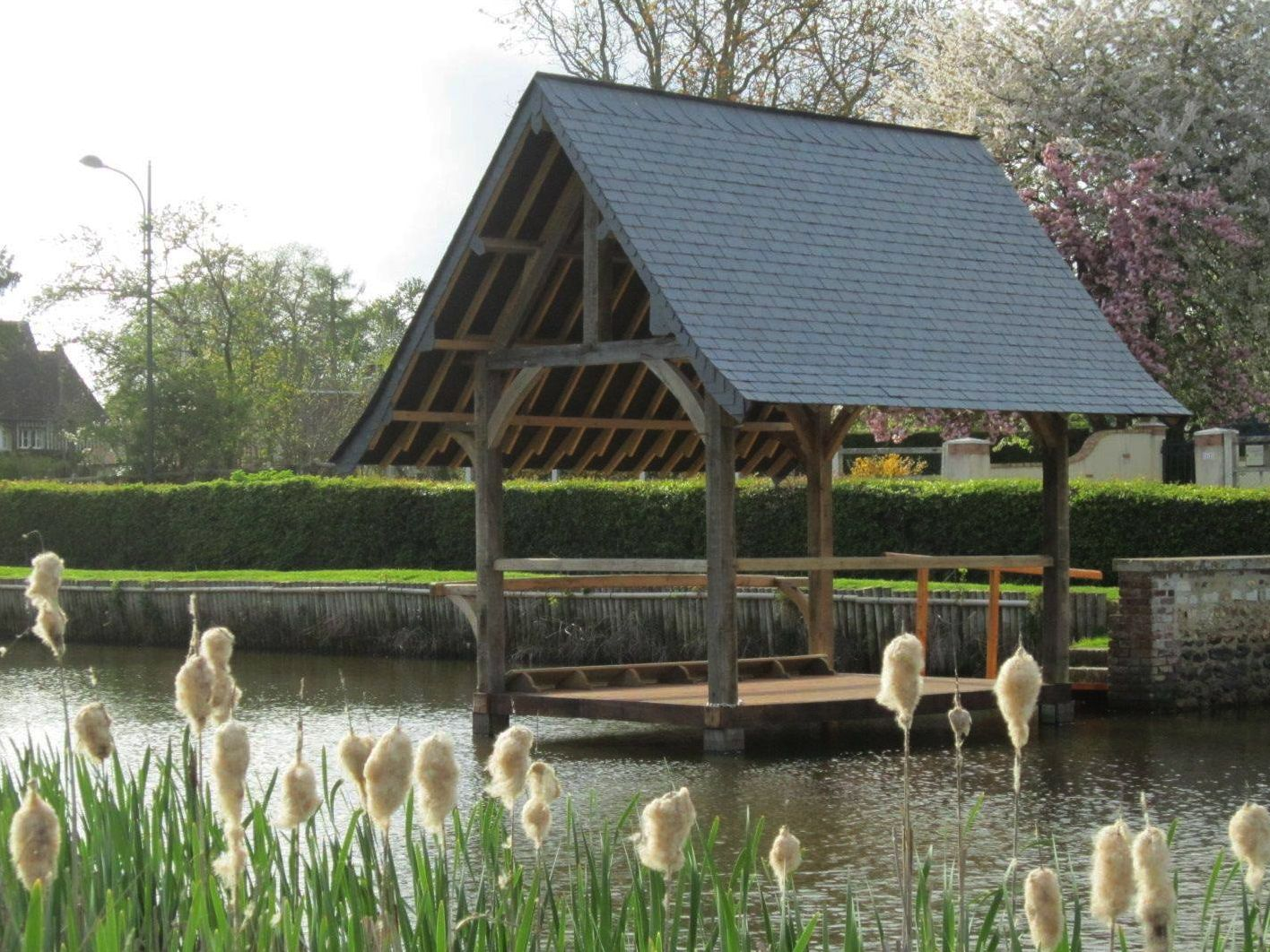
Lavoir de la commune de Calleville, dans l'Eure en France

Il a été construit sur la mare communale en 2016/2017, d'après les plans du lavoir original qui datait de 1860. Il a été inauguré le 4 juin 2017.
- Le viaduc du Bec[39], construit en 2005 pour les besoins de l'autoroute A28.
- Le bivouac préhistorique du Buhot

Sur le tracé de l'autoroute A28 qui relie Rouen à Alençon, la fouille réalisée à l’emplacement d’une des piles du viaduc qui franchit la vallée du Bec, a révélé l’existence d’une forte concentration lithique (4 930 outils de silex). Ainsi, des assemblages lithiques inédits, montrant la transformation de supports bruts en outillages utilisés sur place, encadrent les vestiges d’un foyer. Il s'agit d'un témoignage exceptionnel de bivouac d’un groupe de chasseurs-cueilleurs entre la fin du Pléistocène et le tout début de l'Holocène.

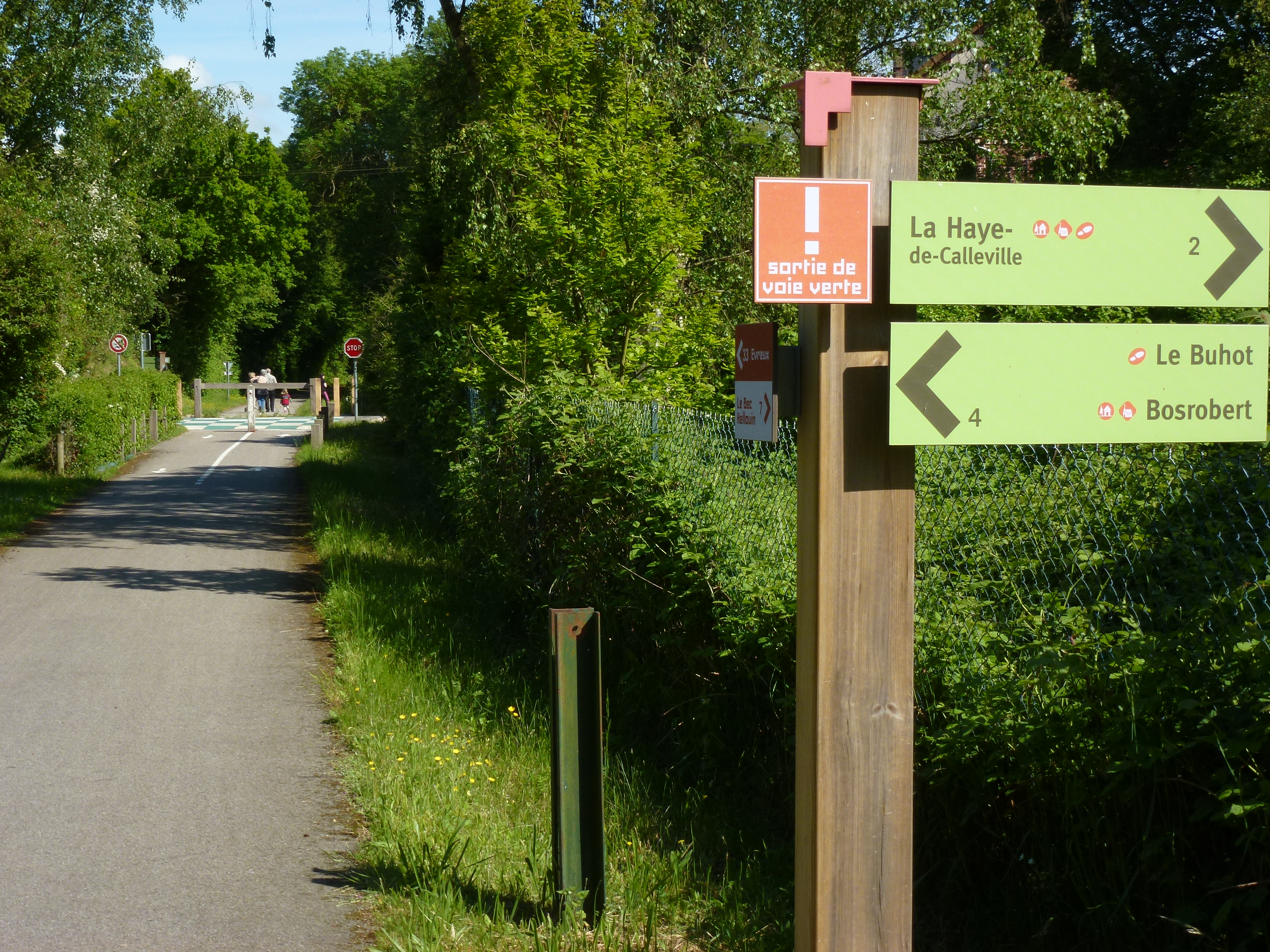
La voie verte Évreux - Le Bec-Hellouin à Calleville.

Ce site de la fin du Paléolithique supérieur est remarquable pour plusieurs raisons : la rareté des sites de cette période en Haute-Normandie, son état de conservation exceptionnel et la qualité et l’originalité de l’assemblage lithique découvert.
- Le calvaire, situé au croisement des départementales D26 et D137.

### Patrimoine naturel

#### ZNIEFF de type 1
- Les bois et les landes de la côte du Buhot[41].

Le site de la Côte du Buhot se situe à l'est du viaduc de l'autoroute A28 qui franchit la vallée du Bec. Il est constitué par trois grands ensembles : une pinède à pin sylvestre avec aussi du bouleau verruqueux et du châtaignier, une hêtraie avec du houx et du châtaignier et, enfin, une clairière actuellement en cours de reboisement mixte de feuillus et de résineux. L'intérêt du site est lié à la présence de aira caryophyllée, de quelques touffes de bruyère cendrée et de bruyère quaternée.

#### ZNIEFF de type 2
- La vallée de la Risle de Brionne à Pont-Audemer, la forêt de Montfort[42] ;
- La vallée de la Risle de la Ferrière-sur-Risle à Brionne, la forêt de Beaumont, la basse vallée de la Charentonne[43].

#### Site classé
- La « vallée du Bec, écrin de l'abbaye du Bec-Hellouin »,  Site classé (2024)[44].

### Patrimoine arboricole

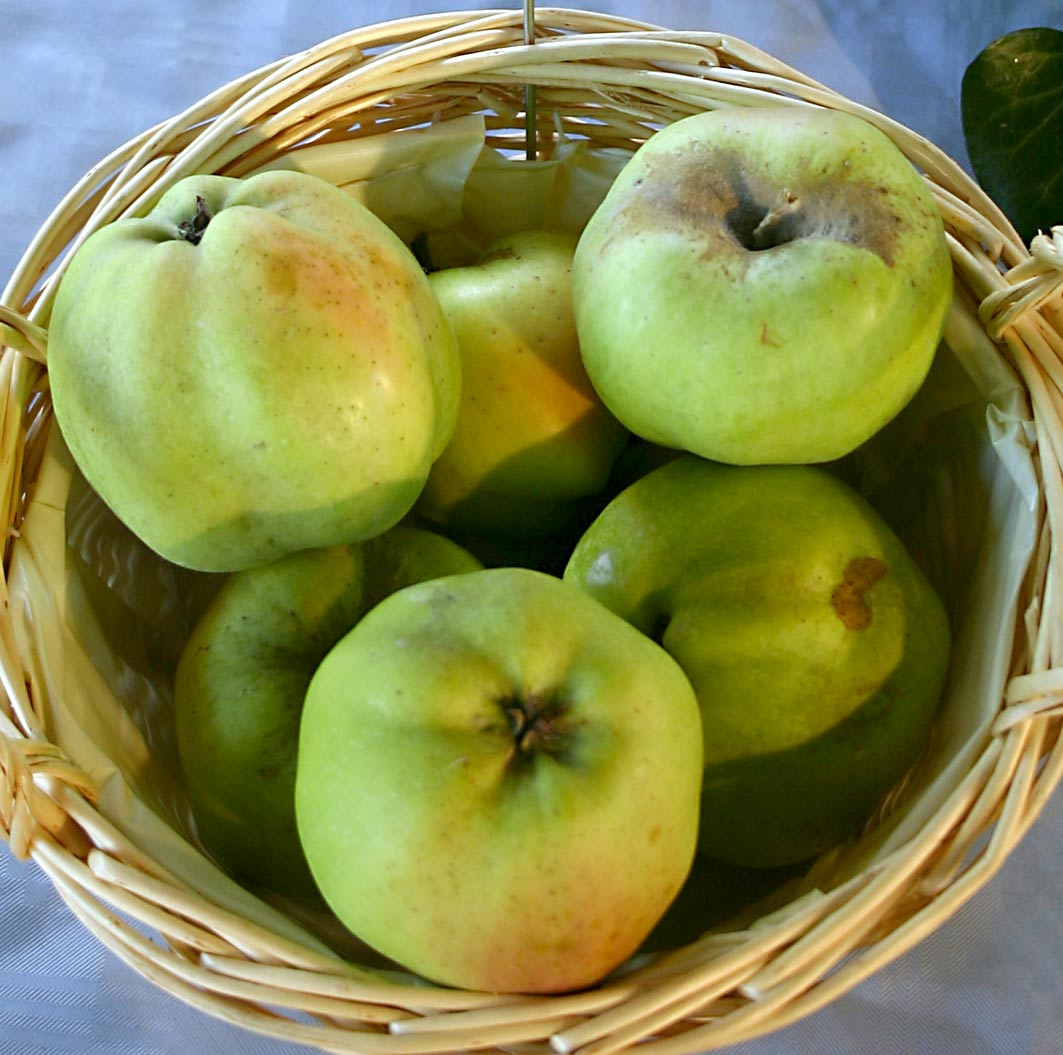
Des pommes Calville.

Il est très généralement attribué à la commune de Calleville la paternité du nom de la pomme Calville blanc d'hiver. En effet, aux alentours de 1600, cette variété de pomme très ancienne était cultivée dans le village et elle a fini par en prendre le nom. Toutefois, si le village de Calleville a donné son nom à la pomme Calville blanc d'hiver, il n'en est pas pour autant le berceau. En effet, cette pomme était déjà répandue, au XVIe siècle, dans le duché de Wurtemberg et près de Zurich, sous d'autres noms.
Il est à noter que cette pomme est à l'origine du nom générique Calville, porté aujourd'hui par de nombreuses variétés de pommes, notamment parce que leur forme est irrégulière et cotelée.

### Héraldique
| Blason de Calleville | Blason  | Coupé : au 1er de gueules à un léopard d'or armé et lampassé d'azur, au 2d au I de sinople à une couronne fermée d'argent, au II d'argent à une mitre de gueule chargée d'une tiercefeuille percée d'argent. |
| Blason de Calleville | Détails | Le léopard d'or sur champ de gueules rappelle les armoiries de la Normandie |